# Октябрська (Камбарський район)
Октя́брська (рос. Октябрьская, удм. Октябрьская) — присілок у складі Камбарського району Удмуртії, Росія.
Населення — 43 особи (2010; 59 у 2002).
Національний склад:
- росіяни — 100 %

Стара назва — Октябрське.